# Club Atletisme Crevillent
Club Atletisme Crevillent és un club esportiu d'atletisme fundat el 2004 a Crevillent. Ha aconseguit al llarg de la seua trajectòria medalles de categoria autonòmica, nacional i internacional.
Hi formava part El Mahdi Lahouifi.
El 2017 aconseguí classificar els equips cadet femení, juvenil masculí, sènior de cross curt i llarg, junior masculí i promeses masculí al Campionat d'Espanya de Camp a través. El mateix any el club fou campió d'Espanya en la ruta de 10K de Santander.